# Cycloramphus ohausi
Cycloramphus ohausi és una espècie de granota que viu al Brasil.